# Gebang Ilir
Gebang Ilir is een bestuurslaag in het regentschap Cirebon van de provincie West-Java, Indonesië. Gebang Ilir telt 5612 inwoners (volkstelling 2010).